# Chytonix adusta
Chytonix adusta är en fjärilsart som beskrevs av Max Wilhelm Karl Draudt 1950. Chytonix adusta ingår i släktet Chytonix och familjen nattflyn. Inga underarter finns listade i Catalogue of Life.